# ジェイミー・キャラガー

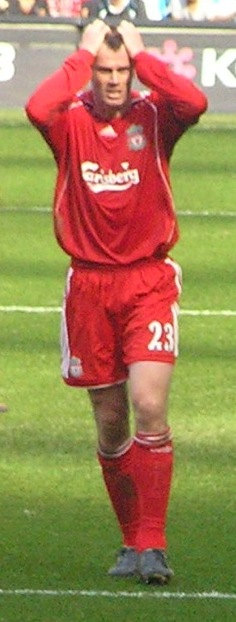
2007年4月14日に行われたマンチェスター・シティー対リヴァプールでのキャラガー

ジェームズ・キャラガー（James Carragher, 1978年1月28日 - ）は、イングランド、マージーサイド州ブートル出身の元サッカー選手、現サッカー解説者。現役時代のポジションはディフェンダーでイングランド代表であった。クラブではデビューから引退までの17年間、リヴァプールFCに所属。日本語では英音により近いカラガーとも表記される。

## クラブ経歴
リヴァプールのユースチームで育ち、1996-97シーズンの1月8日リーグカップのクォターファイナル、ミドルスブラ戦で途中出場でトップチームデビュー、3日後にはリーグ戦ウエスト・ハム戦でリーグ戦のデビューを果たした。
翌シーズンには44試合に出場、1999/00シーズンは右サイドバックでの出場に限定された。2000/01シーズンにはUEFAカップ、FAカップ、リーグカップの三冠（トレブル）を達成した。
2001/02シーズンには左サイドバックにポジションを変更。
2004/05シーズン、ラファエル・ベニテスにより本格的にセンターバックにコンバートされると、リーグ戦全試合に出場を果たし、UEFAチャンピオンズリーグ優勝に貢献した。
2005/06シーズンはFAカップの優勝に貢献。
2006/07チャンピオンズリーグ決勝進出に貢献するも、決勝でミランに敗れ、二度目の優勝を逃す。
2013年2月7日、2012-13シーズン終了後の引退を発表した。
2013年3月9日のトッテナム・ホットスパーFC戦でリヴァプールでのリーグ戦500試合出場を達成。5月19日のQPR戦がリヴァプールでのラストマッチとなり、87分に観客からスタンディングオベーションを受け交代でピッチを去った(リヴァプールでの公式戦737試合目)。

## 代表経歴
1999年4月28日のハンガリー戦で代表デビューを果たした。
イングランド代表としては、必ず招集はされるものの、その実力を発揮させる機会が与えられることは少なかった。ドイツW杯では右サイドバックとして4試合に出場、ベスト8のポルトガル戦では、PK戦でジェラード、ランバードと共にPKを失敗して敗戦。大会後、イングランド代表監督がスティーブ・マクラーレンに替わったことで代表としての出場機会は激減。ジョン・テリーやリオ・ファーディナンドが不調や怪我で出られない時でもスタメンでの出場はままならず、悩んだ末にクラブでのプレーに全力を注ぐべく2007年8月、イングランド代表を引退した。皮肉にもその3ヶ月後、イングランドはテリーとファーディナンドを欠いた状態で、急造ディフェンス陣を突かれクロアチアにホームで惨敗し、EURO2008を予選落ちで終えた。
一度は代表を引退したが、ファビオ・カペッロ監督率いる2010年南アフリカW杯においては、カペッロ監督の熱意に絆され、イングランド代表に復帰、メキシコとの親善試合で3年ぶりに代表戦に出場、本大会にも出場した。

## 引退後
引退後は、解説者に転身。イギリスのスポーツ専門チャンネル「Sky Sports」の解説者を務める。

## 代表歴

### 出場大会
- イングランド代表
  - 2006 FIFAワールドカップ (ベスト8)
  - 2010 FIFAワールドカップ (ベスト16)

### 試合数
- 国際Aマッチ 38試合 0得点（1999年-2010年）[14]

| イングランド代表 | 国際Aマッチ | 国際Aマッチ |
| 年               | 出場        | 得点        |
| ---------------- | ----------- | ----------- |
| 1999             | 1           | 0           |
| 2000             | 1           | 0           |
| 2001             | 5           | 0           |
| 2002             | 1           | 0           |
| 2003             | 1           | 0           |
| 2004             | 7           | 0           |
| 2005             | 6           | 0           |
| 2006             | 9           | 0           |
| 2007             | 3           | 0           |
| 2008             | 0           | 0           |
| 2009             | 0           | 0           |
| 2010             | 4           | 0           |
| 通算             | 38          | 0           |

## タイトル
クラブ
リヴァプールFC
- FAカップ 2000-01, 2005-06
- コミュニティーシールド 2001, 2006
- フットボールリーグカップ 2000-01, 2002-03, 2011-12
- UEFAチャンピオンズリーグ 2004-05
- UEFAスーパーカップ 2001, 2005
- UEFAカップ 2000-01

個人
- PFA年間ベストイレブン 2005-06